# Col de Serre-Mure
Le col de Serre-Mure est situé entre les communes de Saint-Julien-le-Roux, de Saint-Fortunat-sur-Eyrieux et de Gilhac-et-Bruzac, dans le département de l'Ardèche, au sein des monts du Vivarais.

## Randonnée
Le GRP Tour du pays de Vernoux y passe.

## Ascensions cyclistes
- Tour cycliste féminin international de l'Ardèche 2024